# Gelegenheitsgedichte und Klappentexte
Gelegenheitsgedichte und Klappentexte ist eine 1973 im Luchterhand Literaturverlag erschienene Sammlung von 26 Gelegenheitsgedichten und 13 Klappentexten von Helmut Heißenbüttel. Die unterschiedliche Bezeichnung resultiert daraus, dass die Gelegenheitsgedichte als Auftragsarbeiten für Personen, die Klappentexte für Ausstellungseröffnungen (Anlässe) verfasst wurden. Heißenbüttel musste dabei die zeitlichen Vorgaben streng einhalten, er hielt seine Sammlung für eine wichtige Ergänzung zu seinen Textbüchern.

## Heißenbüttels Gelegenheitsgedichte
Heißenbüttels Gelegenheitsgedichte sind „von äußeren Gelegenheiten veranlasste (und sie als solche ausdrücklich einbeziehende), auf einen historischen Zustand der Auffassung von Poesie reagierende, analytisch verfahrende poetische Beiträge zu seiner persönlichen Theorie einer neuen Literatur.“
Besonders auffällig ist die syntaktisch gebrochene Struktur der Gelegenheitsgedichte. Heißenbüttel versuchte damit eine neue Poetik zu entwickeln und gab ihr den Namen „offene Literatur“, da sie sich nicht mehr aus subjektiven Faktoren, sondern allein aus gattungsunterschiedlichsten Sprachmustern zusammensetze.
Folgende Gelegenheitsgedichte sind Bestandteil seiner Sammlung:
- Gelegenheitsgedicht Nr. 1 Highway 2 für Reinhold Koehler 1963/72
- Gelegenheitsgedicht Nr. 2 mehr oder weniger früher oder später für Hans Magnus Enzensberger 1965
- Gelegenheitsgedicht Nr. 3 es-Kamotage für Hans Artmann 1966
- Gelegenheitsgedicht Nr. 4 für Günter Eich 27. Januar 1967
- Gelegenheitsgedicht Nr. 5 für Hans Hermann Steffens 1968
- Gelegenheitsgedicht Nr. 6 eine Antigone für HAP Grieshaber 15. Februar 1969
- Gelegenheitsgedicht Nr. 7 Indices für Lucebert April 1970
- Gelegenheitsgedicht Nr. 8 Dreitakt für Esther Blecher 31. Oktober 1969
- Gelegenheitsgedicht Nr. 9 was tut der Seemann mit Margareta für Thomas Lenk 1970
- Gelegenheitsgedicht Nr. 10 für Mauricio Kagel 1970
- Gelegenheitsgedicht Nr. 11 zweiundfünfzig Marilyns für Richard Lindner 1970
- Gelegenheitsgedicht Nr. 12 für Rupprecht Geiger 1970/72: Die Freunden des Alterns
- Gelegenheitsgedicht Nr. 13 für Rupprecht Geiger 1970/72: Der heilige Hain
- Gelegenheitsgedicht Nr. 14 für Rupprecht Geiger 1970/72: Worauf es ankommt 1
- Gelegenheitsgedicht Nr. 15 für Rupprecht Geiger 1970/72: Worauf es ankommt 2
- Gelegenheitsgedicht Nr. 16 für Rupprecht Geiger 1970/72: Hegel in Bonn
- Gelegenheitsgedicht Nr. 17 für Rupprecht Geiger 1970/72: Negative Dialektik 1
- Gelegenheitsgedicht Nr. 18 für Rupprecht Geiger 1970/72: Negative Dialektik 2
- Gelegenheitsgedicht Nr. 19 für Rupprecht Geiger 1970/72: Erinnerungen an das Jahr 1955
- Gelegenheitsgedicht Nr. 20 für Rupprecht Geiger 1970/72: Gedicht über die Fernseherklärung des Ministerpräsidenten von Baden-Württemberg Dr. Filbinger am 16. April 1968 [...]
- Gelegenheitsgedicht Nr. 21 für Rupprecht Geiger 1970/72: Rainer Candidus Barzel unmittelbar nach dem Aufwachen in Moskau; eine historische Ballade aus dem Winter 71/72
- Gelegenheitsgedicht Nr. 22 für Rupprecht Geiger 1970/72: Noch was; Text Hanna Heißenbüttel (9)
- Gelegenheitsgedicht Nr. 23 für Rupprecht Geiger 1970/72: Schlager antik
- Gelegenheitsgedicht Nr. 24 für Rupprecht Geiger 1970/72: Altersweisheit
- Gelegenheitsgedicht Nr. 25 allerneuste Abhandlung über den menschlichen Verstand für Armin Sandig 1970/71
- Gelegenheitsgedicht Nr. 26 eine Geschichte von Peter für alle Fälle und verschiedene Gelegenheiten 1971/72 für Jiřij Kolař

## Heißenbüttels Klappentexte
Klappentexte sind Texte zu Werken von Malern, zu Ausstellungseröffnungen und zu Katalogen, demnach parallel zu seinen Gelegenheitsgedichten auf Okkasionen beziehen. In den Klappentexten wird versucht, „literarische Methoden verfügbar zu machen für Kritik und Theorie.“
Folgende Klappentexte sind Bestandteil seiner Sammlung:
- Klappentext Nr. 1 für Harry Kramer 1963
- Klappentext Nr. 2 für Reinhold Koehler 14. September 1965
- Klappentext Nr. 3 für Horst Janssen
- Klappentext Nr. 4 Mobile für Gerhard von Graevenitz 13. Februar 1966
- Klappentext Nr. 5 für Reiner Schwarz 28. Juli 1967
- Klappentext Nr. 6 für Rupprecht Geiger 4. August 1967
- Klappentext Nr. 7 für Wolfgang Oppermann 1. März 1968
- Klappentext Nr. 8 für Heinz E. Hirscher 21. März 1969
- Klappentext Nr. 9 für Armin Sandig
- Klappentext Nr. 10 13 Abkürzungen für Sandro De-Alexandris 1. März 1970
- Klappentext Nr. 11 für Jan Peter Tripp 12. Februar 1971
- Klappentext Nr. 12 selbstverständliche Konjunktive für Bernard Venet 4. Oktober 1971
- Klappentext Nr. 13 Mischtext West-Coast USA zweite Fassung 2. Juli 1972